# Hrušov (Košice)
|  | No s'ha de confondre amb Hrušov (Banská Bystrica). |

Hrušov és un poble i municipi d'Eslovàquia. Es troba a la regió de Košice, a l'est del país.

## Història
La primera referència escrita de la vila data del 1285.

## Demografia
| Godina             | 1994 | 2004   | 2014   | 2024   |
| ------------------ | ---- | ------ | ------ | ------ |
| Nombre de persones | 360  | 345    | 336    | 331    |
| Diferència         |      | −4,16% | −2,60% | −1,48% |

| Godina             | 2023 | 2024   |
| ------------------ | ---- | ------ |
| Nombre de persones | 335  | 331    |
| Diferència         |      | −1,19% |